# Lonja de Zaragoza
La Lonja de Zaragoza es un edificio civil de estilo renacentista aragonés construido en la primera mitad del siglo XVI en Zaragoza (1541-1551) como recinto destinado a actividades económicas. Hoy es sala de exposiciones del Ayuntamiento.
El arquitecto o maestro de obras de La Lonja fue Juan de Sariñena, encargado de ello por iniciativa del Concejo de la ciudad y patrocinado por el arzobispo de la ciudad, Hernando de Aragón.
Se trata del edificio plenamente renacentista más importante de Aragón. También fue el primero en adoptar este estilo, con influencia del palacio florentino del quattrocento italiano, aunque con los matices del mudéjar aragonés que podemos observar en la decoración de retratos de yeso policromado.
El material constructivo es el ladrillo, lo que es habitual en la arquitectura aragonesa, donde no es considerado como material pobre gracias a la influencia del arte islámico (que podemos observar en La Aljafería) y al mudéjar.
De planta rectangular, se estructura en sus fachadas en tres alturas, que no reflejan el volumen interior, de un piso único, más un desván o falsa que servía de almacén de armas. En altura hay una galería de arcos de medio punto geminados.

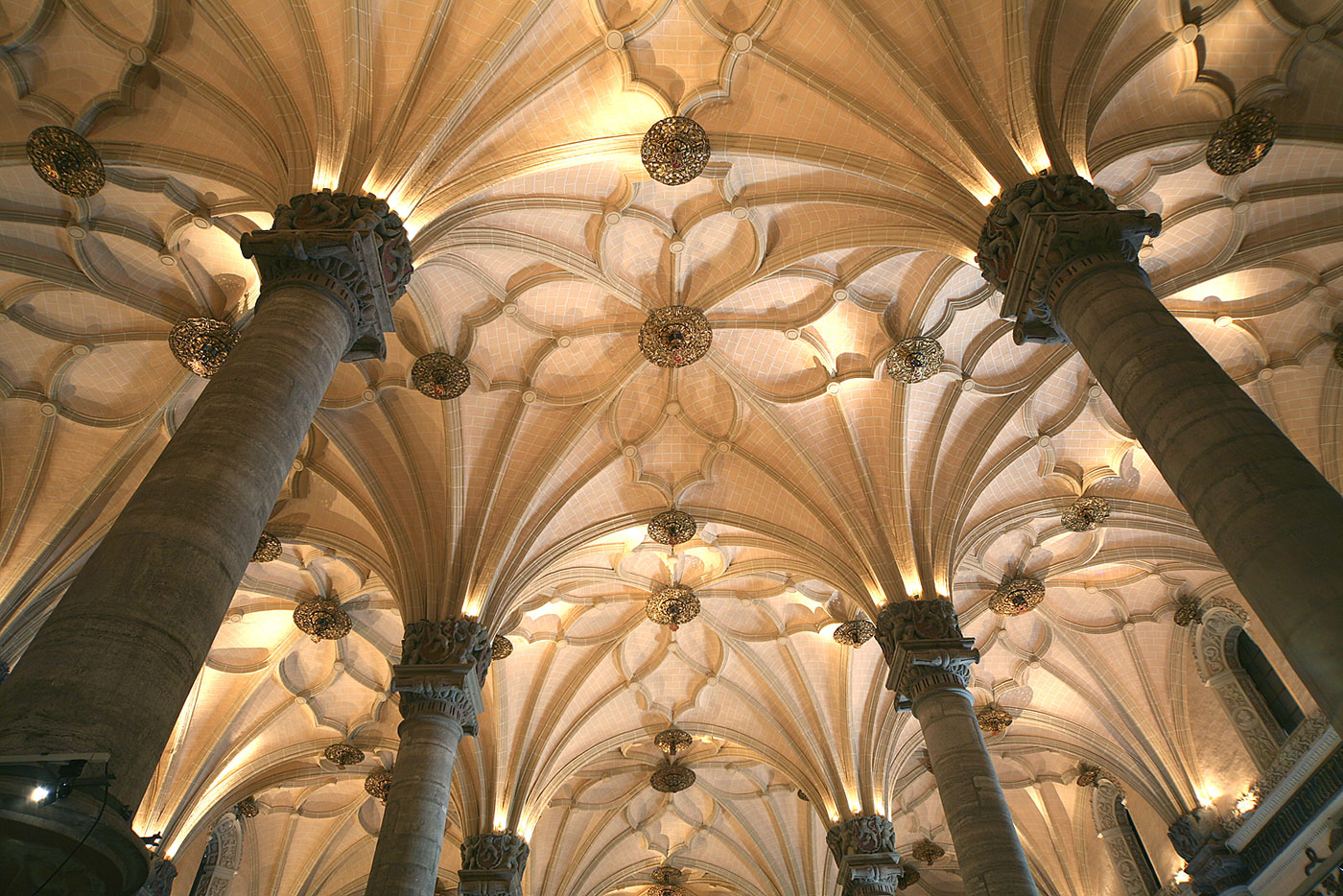
Bóvedas de crucería estrellada del interior de la Lonja.

## Historia
El municipio de Zaragoza, atendiendo los ruegos de los comerciantes de la ciudad y del arzobispo Hernando de Aragón, decidió el 18 de febrero de 1541 emprender la construcción de un edificio civil destinado a los intercambios mercantiles, que hasta ese momento se desarrollaban en la La Seo y otras iglesias.
La obra fue adjudicada al proyecto de Juan de Sariñena, maestro de obras de la ciudad y de la Diputación del Reino, que ya había intervenido en edificios como la Torre Nueva o la Seo de Barbastro.
En 1546 la construcción estaba muy avanzada, solo a falta de la cubierta que, según el diseño de Sariñena, incluía una «torre a manera de linterna» como remate central. Dicha estructura planteaba grandes problemas a los maestros de obras zaragozanos de aquel tiempo —entre los que figuran Alonso de Leznes, Gil Morlanes el Joven y el maestro de cantería Juan de Segura—, y a las dificultades se sumaba la muerte el año anterior del arquitecto Juan de Sariñena. Finalmente, en 1549, se decide eliminar la torre y cubrir la obra con un sencillo tejado a cuatro aguas. El primero de noviembre de 1551 La Lonja había sido oficialmente terminada.

## Descripción
La necesidad funcional de un edificio civil destinado al comercio determinó el planteamiento de la lonja como un espacio interior diáfano de tres naves y cinco tramos de una misma altura, con ocho columnas anilladas a 2/3 que sostienen quince bóvedas de crucería estrellada ya muy rebajada. Las columnas son de inspiración renacentista, pero la cubierta mantiene las estructuras de crucería compleja del gótico final.

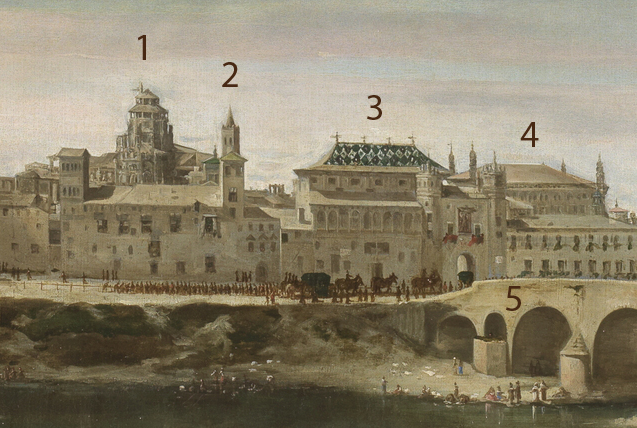
Detalle del cuadro Vista de Zaragoza en 1647, por J.B. Martínez del Mazo, a veces atribuido a su maestro, Velázquez. Los hitos representados corresponden a:
1- Cimborrio de la Seo
2- Torre mudéjar de la Seo
3- Palacio de la Diputación del Reino
4- Lonja
5- Puente de piedra.

Los muros se levantan con la técnica de rejola y aljez (ladrillo con argamasa de yeso), al modo de la tradición de alarifes mudéjares, teniendo en cuenta que la piedra es un material escaso en la ciudad. Sin embargo, las tramas ornamentales típicas de las construcciones religiosas del mudéjar aragonés se sustituyeron en la Lonja por una banda de rectángulos verticales rehundidos, que dividen en dos la altura de la fachada al exterior, apoyadas en una moldura de imposta o cornisa, adornada con dentículos. En el piso superior de los muros exteriores, aparece una airosa galería de arcos dobles que alojan ventanas geminadas —desde su origen cerradas con vidrio de pequeñas piezas emplomadas (algo inusual hasta el siglo XVIII), aunque hoy restauradas con placas de alabastro— separadas por un sencillo pilar. En el tímpano que forman los arquillos dobles, se coloca un medallón cerámico policromado con retratos ornamentales, así como debajo de las ventanas y entre los espacios del mirador de la parte superior de los paños. Remata la fachada un amplio alero tallado en madera y cuatro pequeñas linternas, con decoración mudéjar de azulejos, en los ángulos del edificio. En el piso inferior se abren tres grandes puertas en los tramos centrales de la planta baja, con arcos de medio punto abocinados en una disposición que imita a las arquivoltas y encuadrados en la reinterpretación de un alfiz resaltado en el ladrillo. Todos los elementos de resalte del ladrillo son sobrios y colaboran en la disposición rítmica de una fachada armoniosa y de novedoso diseño, que reinterpreta los palacios renacentistas italianos.

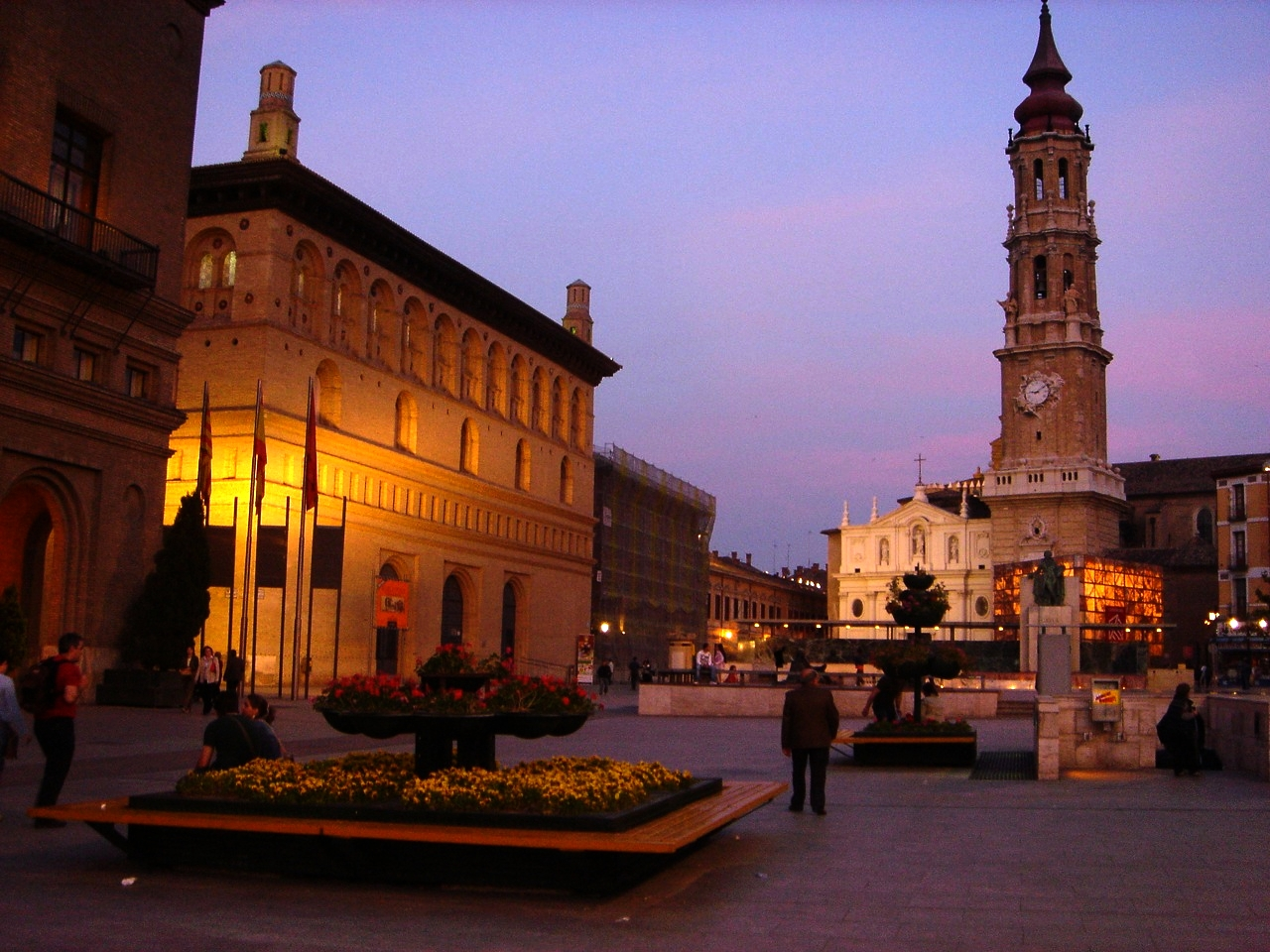
Plaza de las Catedrales de Zaragoza, con la Lonja a la izquierda y La Seo a la derecha de la imagen.

En el interior la decoración es más tradicional y gótica, aunque hay elementos de carácter renacentista, y su diseño se atribuye a Gil Morlanes el Joven. El espacio amplio y de una misma altura está sustentado por columnas jónicas aragonesas, caracterizadas por disponer en el primer tercio de su longitud, un anillo o nudo en su fuste, lo que dotaba de unas proporciones más adecuadas a los cánones clásicos a las nuevas columnas que se debían usar en grandes edificios públicos. Este tipo de columna se generalizó en todo Aragón y se usó con profusión en los palacios y casas nobles de la Edad Moderna. Decoran el interior relieves escultóricos en el derrame de los intradoses de los ventanales, florones tallados y policromados en las claves de la intersección de las bóvedas, frisos escultóricos de grutescos, tondos y otros motivos romanos y una banda epigráfica de caligrafía gótica escrita ya en castellano, aunque con presencia de abundantes aragonesismos en sus grafías. La inscripción reza:

SE ACABO ESTA LONJA, LA CUAL Y CIUDAD TENGA DIOS DE SU MANO PARA QUE SIEMPRE SE EMPLEEN EN JUSTICIA, PAZ Y BUEN GOBIERNO DE ELLA. ANYO DEL NASCIMIENTO DE NUESTRO SEÑOR JESUCRISTO DE 1551. CORREGNANTES DOÑA JUANA Y DON CARLOS SU HIJO, REYES Y EMPERADORES NUESTROS SEÑORES, Y JURADO DON FELIPE, HIJO DEL DICHO EMPERADOR, POR REY EN ESTE NUESTRO REINO Y REINOS DE HISPANIA, SIENDO JURADOS DE ESTA CIUDAD CARLOS TORRELLAS, JERONIMO ÇAPATA, JUAN BUCLE METELIN, JUAN CAMPI Y JUAN DE ROBRES.

La portada al interior está ornamentada con dos estípites de relieves antropomorfos flanqueando la entrada. Circundando todo el comienzo de los nervios de las bóvedas se encuentran putti que sostienen el escudo del león rampante de Zaragoza, presente también en las claves de florones. En el centro de los muros figura el escudo imperial de Carlos V, rodeado del collar del toisón de oro, las columnas pendientes y flanqueado de dos leones tenentes, todo ello policromado y estofado.
Entre la cubierta y el tejado, existe un espacio a modo de desván que sirvió de almacén de armas del municipio. A esta sala armera se accedía por una escalerilla de caracol aneja al muro exterior, en el ángulo noroeste. Aparece como una torrecilla adosada en el dibujo de la vista de la ciudad que Anton Wyngaerde realizó en 1563.